# Новий Заповіт

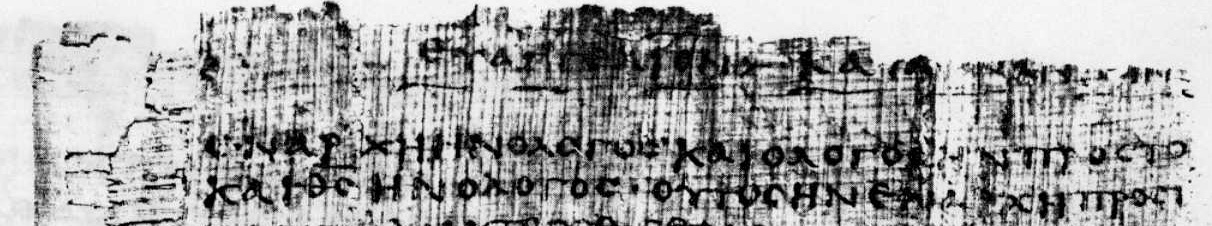
Євангелія під авторством Святого Йоана — папірус

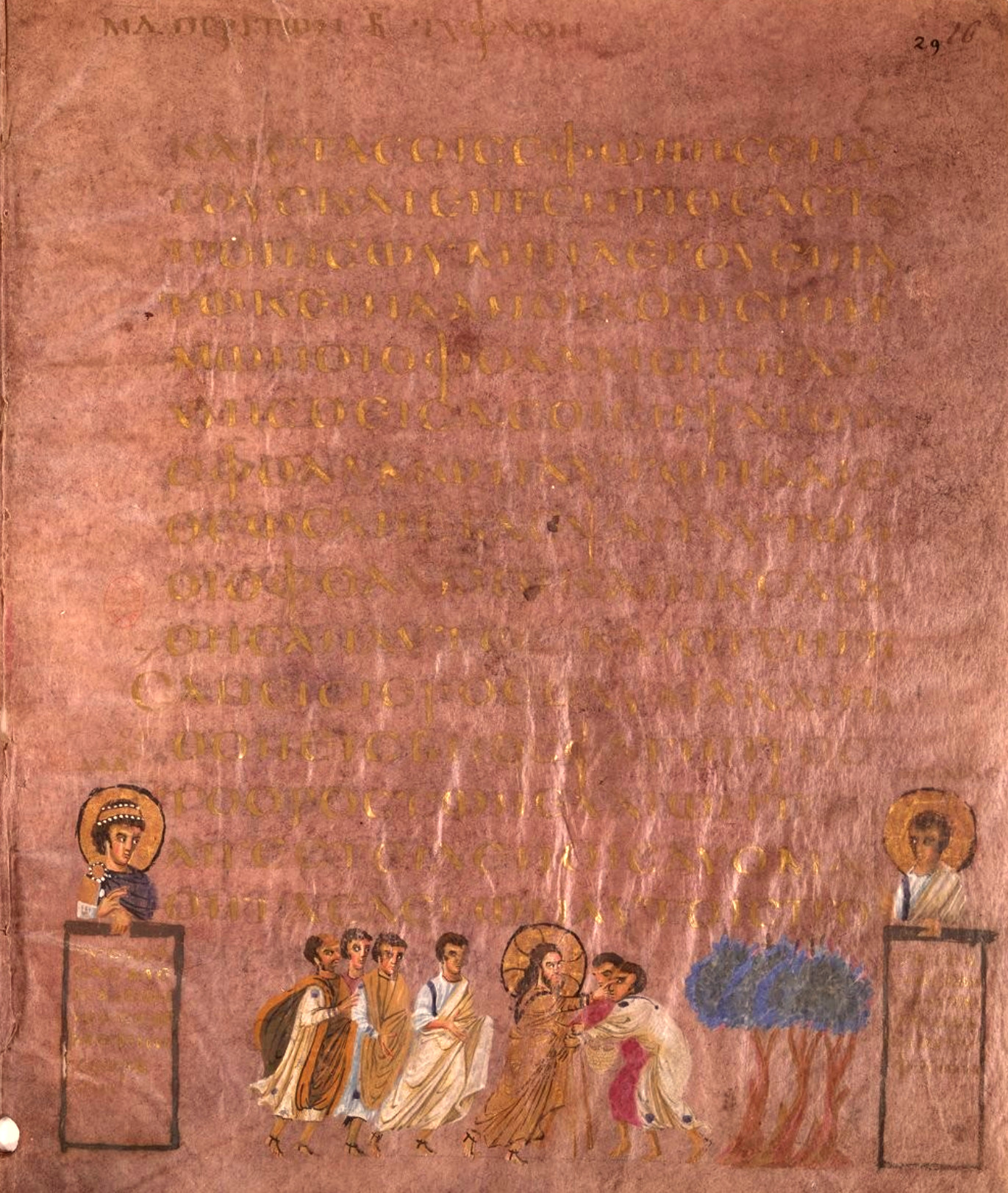
Давньогрецьке Синопське Євангеліє, V ст.

Нови́й Запові́т (дав.-гр. Καινὴ Διαθήκη, трансліт. «Кені́ Дияфі́кі») — священна книга християнства, частина Біблії, написана християнськими святими давньогрецькою мовою (діалект Койне). За деякими джерелами, Євангеліє від Матвія вперше було створено арамейською мовою. Для християн уся Біблія з Новим Завітом є Божим Словом, яке, хоч і писалося людьми, є богонатхненним. Завіт це угода, угода укладена між людиною і Богом.
Поняття «Новий Завіт» у теперішньому розумінні вперше було використано апостолом Павлом у першому та другому посланнях до коринфян. У Новий Завіт, що сформувався з 45-го до 140-го років н. е.[джерело?], богослови відібрали 27 книг, текст яких є єдиним для усіх християн. Він складається з чотирьох Євангелій — від Матвія, Марка, Луки та Іоана, в яких розповідається про прихід Спасителя (Месії) Ісуса Христа, про його життя, смерть і воскресіння. В інших книгах (Діяннях і Посланнях апостолів, в Одкровенні Івана Богослова (Апокаліпсис) описується життя Христа, поширення християнства, тлумачиться віровчення, даються пророцтва про страшний суд та кінець світу. Канонізація Нового Завіту відбувалася у складній боротьбі на Вселенських соборах.

## Терміни Завіт і Євангеліє
У Новому Завіті розповідається про союз Бога з людством через Ісуса Христа. Слово «завіт» означає: угода між двома сторонами. Угода Бога з людиною є в тому, щоб людина прийняла в своє серце Христа, як свого власного Рятівника, і дістала усиновлення від Бога; Угода Христа, складена напередодні хресної Його смерті і скріплена кров'ю, як кров'ю безневинних жертовних тварин, була скріплена угода Бога з Ізраїлем (Євр. 9:16-17): 

Грецьке слово «Євангеліє» (грец. εὐαγγέλιον) означає Добру і радісну Вістку.

## Виникнення канону
Новозавітний корпус сформувався до 140 року, але його канонізація відбулася пізніше. На основі гностичних текстів Маркіона (II ст.), який взяв Євангеліє від Луки і десять послань апостола Павла, творів Юстина Мученика (помер у 166 році), Татіана (II ст.), Іринея Ліонського (помер близько 202 року), Климента Олександрійського (помер близько 216 року), Тертуліана (помер після 220 року), Феофіла Олександрійського (помер у 412 році), міланського фрагмента Л. А. Муратори можна стверджувати, що до кінця II ст. в каноні Нового завіту повсюдно входять: Четвероєвангеліє, Діяння, 13 послань ап. Павла, 1-е послання ап. Петра, 1-е послання ап. Іоанна і Апокаліпсис Іоанна. Справжність послань Юди, 2-го і 3-го Іоанна, 2-го Петра, Якова та послання до євреїв викликала суперечки. До канону тісно примикали і навіть іноді зливалися з ним Апокаліпсис Петра, Пастир» Ерми, Вчення дванадцяти апостолів, 1-е послання Климента і послання Варнави. Так, наприклад, у фрагменті Муратори пропущені послання до євреїв, 1-е і 2-е Петра, 3-е Івана, і Якова, але зазначено Апокаліпсис Петра. Не чіткі уявлення про канон у Климента Олександрійського. Він цитує всі книги як священні: Четвероєвангеліє, Євангеліє євреїв, 14 послань ап. Павла, Діяння, три послання ап. Іоанна, два послання ап. Петра, два Апокаліпсиси - Петра та Івана, «Вчення дванадцяти апостолів», «Пастир» Ерми і 1-е послання Климента.
Оріген в питанні канонічності текстів Нового Завіту займав чіткішу позицію. Він розрізняв загальновизнані книги (Четвероєвангеліє, Діяння, 13 послань ап. Павла, 1-е Петра, 1-е Івана і Апокаліпсис Іоанна) і спірні, але багатьма прийняті (послання до Євреїв, 2-е Петра, 2-е і 3-е Іоанна, Юди, Якова, Варнави і «Вчення дванадцяти апостолів»). Євсевій Кесарійський ( пом. 340) ділить книги на ті ж два розряди, але серед загальновизнаних, на відміну від Орігена, називає послання до євреїв, а відносить до «підроблених»: послання Варнави, «Вчення дванадцяти апостолів», «Пастир» Ерми, діяння Павла і Апокаліпсис Петра.
Західні собори швидше за східних стверджують повний канон Нового Завіту, включаючи Апокаліпсис. Перелік 27 книг містять собори, що відбулися в Гіппоні (393), в Карфагені (397), в Римі (493). І тільки в епоху Реформації знову виникли розбіжності з приводу «спірних» книг, в результаті яких шість послань (2-е Петра, 2-е і 3-е Івана, і Якова, Юди, до Євреїв) і Апокаліпсис були виключені з канону, але отримали статус другорядних - второканонічних. Второканонічними — девтероканонами іноді йменувалися також ті книги Септуагінти, яких немає в єврейському протоканоні (Танаху). У вузькому ж сенсі слова девтероканоном є тільки 1-я книга Ездри Септуагінти.
Всі сучасні переклади Біблії — і православні, і католицькі, і протестантські — містять 27 книг Нового Завіту: 4 Євангелія (від Матвія, від Марка, від Луки і від Іоанна); Діяння апостолів; 7 соборних послань (Якова, 1-е і 2-е Петра, 1, 2 і 3-е Івана, Юди); 14 послань ап. Павла (до римлян, два до коринтян, до галатів, до ефесян, до филип'ян, до колосян, два до солунян, два до Тимофія, до Тита, до Филимона, до євреїв) і Одкровення Іоанна Богослова. Vulgata як новозавітній псевдоепіграф містить також послання ап. Павла до лаодикійців. У католицькій традиції іноді також називають «каноном» кодифікацію паралельних місць Біблії, особливо синоптичних євангелій.
Новозавітні євангелія засновані на розповідях очевидців і точно і акуратно описують вчення, життя, смерть і воскресіння Ісуса.
Найдавніші рукописи грецького Нового Завіту (в оригіналі Новий Завіт написаний по-грецьки) виявлені на фрагментах папірусів (часте скорочення: р) — стародавнього писального матеріалу, свого роду «паперу», що виготовляється з стебел очерету, що росте вздовж берегів Нілу в Єгипті. Велика частина новозавітних книг (хоча не всі) збереглася на папірусах. Крім того, весь грецький Новий Заповіт зберігся в більш пізніх кодексах (лат. Codex) - стародавніх книгах з шкіряними або пергаментними сторінками. Найдавніші папіруси, які містять текст новозавітних євангелій, перераховані далі, із зазначенням того, які євангельські вірші в них містяться:
| Назва папіруса                 | роки    | Місця в Біблії |
| ------------------------------ | ------- | --- |
| Папірус 67 (P. Barselona 1)    | 125–150 | Мф 3:9, 15; 5:20–22, 25–28                                                                                         |
| Папірус 103 (Р.Оху 4403)       | 175–200 | Мф 13:55–57; 14:3–5                                                                                                |
| Папірус 104 (Р.Оху 4404)       | 175–200 | Мф 21:34–37, 43, 45 (?)                                                                                            |
| Папірус 77 (Р.Оху 2683 + 4405) | 175–200 | Мф 23:30–39 |
| Папірус 64 (P.Magdalen 17)     | 125–150 | Мф 26:7–8, 10, 14–15, 22–23, 31–33                                                                                 |
| Папірус 4 (P.Paris 1120)       | 125–150 | Лк 1:58–59; 1:62–2:1; 2:6–7; 3:8–4:2; 4:29–32, 34–35; 5:3–8                                                        |
| Папірус 75 (Джон Бодмер),      | 175     | Лк 3:18–22; 3:33–4:2; 4:34–5:10; 5:37–6:4; 6:10–7:32; 7:35–39, 4143; 7:46–9:2; 9:4–17:15; 17:19–18:18; 22:4–24:53. |

## Книги Нового Завіту
І. Чотири Євангелія
- Євангеліє від св. Матвія, традиційно приписується Апостолу Матвію, сину Алфеєву (Мт.)
- Євангеліє від св. Марка, традиційно приписується Євангелісту Марку, що фіксував спогади Апостола Петра (Мр.)
- Євангеліє від св. Луки, традиційно приписується Луці, лікарю та супутнику Апостола Павла (Лк.)
- Євангеліє від св. Івана, традиційно приписується Апостолу Івану, сину Зеведеєву (Ів.)

II. Книга історична
- Діяння святих апостолів (Діяння)

III. Послання апостола Павла
- Послання св. апостола Павла до римлян (Рим.)
- Перше послання апостола Павла до коринфян (1 Кор.)
- Друге послання апостола Павла до коринфян (2 Кор.)
- Послання св. апостола Павла до галатів (Гал.)
- Послання св. апостола Павла до ефесян (Еф.)
- Послання св. апостола Павла до филип'ян (Фил.)
- Послання св. апостола Павла до колосян (Кол.)
- Перше послання св. апостола Павла до солунян (1 Сол.)
- Друге послання св. апостола Павла до солунян (2 Сол.)
- Перше послання св. апостола Павла до Тимофія (1 Тим.)
- Друге послання св. апостола Павла до Тимофія (2 Тим.)
- Послання св. апостола Павла до Тита (Тит)
- Послання св. апостола Павла до Филимона (Филим.)
- Послання до євреїв (Євр.)

IV. Соборні послання
- Соборне послання св. апостола Якова (Як.)
- Перше соборне послання св. апостола Петра (1 Петр.)
- Друге соборне послання св. апостола Петра (2 Петр.)
- Перше соборне послання св. апостола Івана (1 Ів.)
- Друге соборне послання св. апостола Івана (2 Ів.)
- Третє соборне послання св. апостола Івана (З Ів.)
- Соборне послання св. апостола Юди (Юд.)

V. Книга пророцька
- Об'явлення св. Івана Богослова (Об.)

## Поділ Нового Завіту на вірші
Поділ Біблії на вірші відбувся лише у XV ст. Спочатку рабин Натан, який 1448 року поділив на вірші єврейський Старий Завіт, а згодом — французький Друкар Робер Етьєн (Стефанус), який 1551 року в Масній друкарні в Парижі видав грецький Новий Заповіт з поділом на вірші. Біблія поділена на 31 173 вірші.
Таким чином, лише у другій половині XVI ст. Біблія набула сучасного вигляду.

## Новозаповітні апокрифи
Відомо, що всі книги Біблії поділяються на канонічні, неканонічні та апокрифи. Неканонічні книги вважаються лише літературою так званого біблійного кола, корисною для навчання. Апокрифи розглядаються, як твори, що не мають віроповчального авторитету.
До новозаповітних апокрифів належать:
- Повчання 12 Апостолів (Дідахе)
- Послання Варнави
- 1 і 2-е Послання Климента до коринфян
- Пастир Герми
- Апокаліпсис Петра
- Діяння Павла
- Послання Полікарта до филип'ян
- Сім Послань Ігнатія
- Євангеліє від Псевдо-Матвія
- Євангеліє від Фоми
- Протоєвангеліє Якова
- Євангеліє Народження Марії
- Євангеліє від Никодима
- Євангеліє дитинства Спасителя
- Історія теслі Йосипа

Єврейський Палестинський канон Старого Заповіту чітко відокремив Святе Письмо від апокрифів і світської літератури.
При посиланні на Біблію не даються сторінки, а вказуються книга, розділ і вірш, наприклад: Еккл. 2.5 — означає: що книга Екклезіяста, розділ 2, вірш 5; Мт. 6.11 — Євангеліє від Матвія, розділ 6, вірш 11.

## Історія Нового Заповіту на українських землях
Уперше на українську землю Біблія прийшла з Візантії. Принаймні відомо, що слов'янський просвітитель Кирило бачив у Криму руське Священне писання; в часи ж Київської Русі Біблія потрапила на українську землю, очевидно, як кирило-мефодіївський переклад. Ми знаємо, що Кирило і Мефодій склали нам абетку — ми й досі звемо її кирилицею; вони ж таки вперше переклали Біблію на старослов'янську, тобто літературну, мову, спільну для всіх слов'ян-християн грецького обряду. Поширювалися тут і глаголичні біблійні книги, тобто писані глаголицею-азбукою, що була поширена в Моравії, Чехії, Паннонії, Західній Болгарії, Хорватії і в нас, у Київській Русі— Україні.
Популярними були Чотириєвангелія та Апостоли. З євангелій найдавніші, що дійшли до нашого часу, називаються Мстиславове, Турівське, Галицьке — вони належать до XI-ХІІ ст. Найдавніші ж Апостоли датовані 1195 і 1220 роками. Повне зібрання біблійних книг, призначене для українських та білоруських земель, надрукував у 1517—1519 роках Франциск Скорина, а на основі Біблії Скорини Лука з Тернополя створив свій біблійний кодекс 1569 р. 1581 року вийшла знаменита Острозька Біблія — результат праці острозького культурного осередку, очолюваного українським ученим Герасимом Смотрицьким.
Повний текст Біблії вийшов у друкарні Києво-Печерської лаври в 1758 році. Перший переклад повної Біблії власне українською мовою було видано лише в 1903 році.
Переклали її знамениті українські письменники Пантелеймон Куліш, Іван Нечуй-Левицький та не менше відомий вчений Іван Пулюй; сама книжка вийшла у Відні, бо царський уряд забороняв перекладати Біблію чи окремі її книжки українською мовою.
Однак, першим переклад Святого Письма тогочасною українською літературною мовою розпочав Пилип Морачевський — інспектор Ніжинської гімназії вищих наук князя В. Безбородька. Однак Синод Російської православної церкви, хоча й відзначив високий рівень перекладу, через політику Російської імперії заборонив друкувати Біблію українською мовою. Лише 1906 р. почали друкувати чотирикнижжя Нового Заповіту окремими випусками. Але ініціатори видання дуже виправили мову перекладу, що, на жаль, знизило літературну цінність праці.
Повний переклад Біблії здійснив також митрополит Іларіон Огієнко. Стокгольмське Товариство у 1942 році видало Новий Заповіт і Псалтир у перекладі професора Івана Огієнка. 1955 року — митрополит Іларіон закінчив увесь переклад Біблії за сприяння Британського Біблійного Товариства. Сьогоднішній варіант був виданий 1962 року.
Українське біблійне товариство зусиллями отця Рафаїла Турконяка здійснило та видало один з сучасних перекладів Нового Заповіту у 1997 році.